# Campeonato Mundial de Natação em Piscina Curta de 1999
O Campeonato Mundial de Natação em Piscina Curta de 1999 foi a quarta edição do Campeonato Mundial de Natação em Piscina Curta. Foi realizado em Hong Kong, de 1 a 4 de abril.

## Quadro de Medalhas
| #  | País           | Gold. | Silver. | Bronze. | Total |
| -- | -------------- | ----- | ------- | ------- | ----- |
| 1  | Austrália      | 9     | 11      | 7       | 27    |
| 2  | Japão          | 6     | 2       | 1       | 9     |
| 3  | Reino Unido    | 4     | 5       | 4       | 13    |
| 4  | Suécia         | 4     | 4       | 3       | 11    |
| 5  | Estados Unidos | 3     | 1       | 0       | 4     |
| 6  | Eslováquia     | 3     | 0       | 0       | 3     |
| 7  | Países Baixos  | 2     | 3       | 5       | 10    |
| 8  | Ucrânia        | 2     | 1       | 1       | 4     |
| 9  | Cuba           | 2     | 0       | 0       | 2     |
| 10 | China          | 1     | 3       | 2       | 6     |
| 11 | Alemanha       | 1     | 1       | 0       | 2     |
| 12 | Rússia         | 1     | 0       | 3       | 4     |
| 13 | Dinamarca      | 1     | 0       | 2       | 3     |
| 14 | Finlândia      | 1     | 0       | 0       | 1     |
| 15 | Canadá         | 0     | 3       | 5       | 8     |
| 16 | África do Sul  | 0     | 3       | 0       | 3     |
| 17 | Polónia        | 0     | 1       | 2       | 3     |
| 18 | Itália         | 0     | 1       | 1       | 2     |
| 19 | Espanha        | 0     | 0       | 2       | 2     |
|    | Suíça          | 0     | 0       | 2       | 2     |

## Resultados
| Evento            | Ouro                                                                                         | Tempo    | Prata                                                                                  | Tempo    | Bronze                                                                        | Tempo    |
| Livre             |                                                                                              |          |                                                                                        |          |                                                                               |          |
| 50 m Masculino    | Mark Foster                                                                                  | 21"81    | José Meolans                                                                           | 21"84    | Mark Veens                                                                    | 21"88    |
| 50 m Feminino     | Inge de Bruijn                                                                               | 24"35    | Jenny Thompson                                                                         | 24"57    | Alison Sheppard                                                               | 24"97    |
| 100 m Masculino   | Lars Frölander                                                                               | 47"05    | Michael Klim                                                                           | 47"49    | Bartosz Kizierowski                                                           | 47"75    |
| 100 m Feminino    | Jenny Thompson                                                                               | 53"24    | Sandra Völker                                                                          | 53"76    | Sue Rolph                                                                     | 53"78    |
| 200 m Masculino   | Ian Thorpe                                                                                   | 1'43"28  | Michael Klim                                                                           | 1'43"78  | Pieter van den Hoogenband                                                     | 1'44"39  |
| 200 m Feminino    | Martina Moravcová                                                                            | 1'56"11  | Qin Caini                                                                              | 1'57"26  | Josefin Lillhage                                                              | 1'57"46  |
| 400 m Masculino   | Grant Hackett                                                                                | 3'35"01  | Ian Thorpe                                                                             | 3'35"64  | Massimiliano Rosolino                                                         | 3'42"81  |
| 400 m Feminino    | Nadejda Chemezova                                                                            | 4'05"23  | Qin Caini                                                                              | 4'06"34  | Joanne Malar                                                                  | 4'06"83  |
| 800 m Feminino    | Hua Chen                                                                                     | 8'20"13  | Rachel Harris                                                                          | 8'23"36  | Flavia Rigamonti                                                              | 8'26"38  |
| 1500 m Masculino  | Grant Hackett                                                                                | 14'32"87 | Graeme Smith                                                                           | 14'45"41 | Daniel Kowalski                                                               | 14'51"44 |
| 4x100 m Masculino | Austrália · Chris Fydler · Todd Pearson · Ian Thorpe · Michael Klim                          | 3'11"21  | Países Baixos · Mark Veens · Johan Kenkhuis · Marcel Wouda · Pieter van den Hoogenband | 3'11"57  | Suécia · Dan Lindström · Lars Frölander · Matthias Ohlin · Daniel Carlsson    | 3'12"69  |
| 4x100 m Feminino  | Reino Unido · Alison Sheppard · Claire Huddart · Karen Pickering · Sue Rolph                 | 3'36"88  | Países Baixos · Thamar Henneken · Wilma van Hofwegen · Chantal Groot · Inge de Bruijn  | 3'39"40  | Austrália · Lori Munz · Rebecca Creedy · Melanie Dodd · Sarah Ryan            | 3'39"82  |
| 4x200 m Masculino | Países Baixos · Pieter van den Hoogenband · Johan Kenkhuis · Martijn Zuijdweg · Marcel Wouda | 7'04"48  | Reino Unido · Gavin Meadows · Sion Brinn · Paul Palmer · Edward Sinclair               | 7'07"20  | Canadá · Mark Johnston · Brian Johns · Rick Say · Yannick Lupien              | 7'08"02  |
| 4x200 m Feminino  | Suécia · Josefin Lillhage · Louise Jöhncke · Johanna Sjöberg · Malin Svahnström              | 7'51"70  | Reino Unido · Claire Huddart · Karen Legg · Nicola Jackson · Karen Pickering           | 7'53"98  | Austrália · Lori Munz · Jacinta van Lint · Rebecca Creedy · Giaan Rooney      | 7'55"81  |
| Borboleta         |                                                                                              |          |                                                                                        |          |                                                                               |          |
| 50 m Masculino    | Mark Foster                                                                                  | 23"61    | Qiang Zhang                                                                            | 23"87    | Joris Keizer                                                                  | 23"96    |
| 50 m Feminino     | Jenny Thompson                                                                               | 26"18    | Anna-Karin Kammerling                                                                  | 26"21    | Inge de Bruijn                                                                | 26"41    |
| 100 m Masculino   | Lars Frölander                                                                               | 51"45    | Michael Klim                                                                           | 51"56    | James Hickman                                                                 | 51"60    |
| 100 m Feminino    | Jenny Thompson                                                                               | 57"65    | Johanna Sjöberg                                                                        | 57"74    | Ayari Aoyama                                                                  | 58"29    |
| 200 m Masculino   | James Hickman                                                                                | 1'52"71  | Takashi Yamamoto                                                                       | 1'54"68  | Denys Sylantyev                                                               | 1'55"41  |
| 200 m Feminino    | Mette Jacobsen                                                                               | 2'06"52  | Petria Thomas                                                                          | 2'06"53  | Sophia Skou                                                                   | 2'08"29  |
| Costas            |                                                                                              |          |                                                                                        |          |                                                                               |          |
| 50 m Masculino    | Rodolfo Falcon                                                                               | 24"34    | Mariusz Siembida                                                                       | 23"41    | Matt Welsh                                                                    | 24"70    |
| 50 m Feminino     | Sandra Völker                                                                                | 27"63    | Mai Nakamura                                                                           | 27"73    | Kellie McMillan                                                               | 28"29    |
| 100 m Masculino   | Rodolfo Falcon                                                                               | 52"44    | Matt Welsh                                                                             | 52"45    | Mariusz Siembida                                                              | 53"27    |
| 100 m Feminino    | Mai Nakamura                                                                                 | 58"67    | Kelly Stefanyshyn                                                                      | 1'00"43  | Erin Gammel                                                                   | 1'00"49  |
| 200 m Masculino   | Josh Watson                                                                                  | 1'54"67  | Mark Versfeld                                                                          | 1'55"42  | Sergei Ostapchouk                                                             | 1'55"61  |
| 200 m Feminino    | Mai Nakamura                                                                                 | 2'06"49  | Helen Don-Duncan                                                                       | 2'08"18  | Kelly Stefanyshyn                                                             | 2'09"51  |
| Peito             |                                                                                              |          |                                                                                        |          |                                                                               |          |
| 50 m Masculino    | Dmytri Kraevskyy                                                                             | 27"40    | Patrik Isaksson                                                                        | 27"57    | Remo Lütolf                                                                   | 27"59    |
| 50 m Feminino     | Masami Tanaka                                                                                | 30"80    | Penelope Heyns                                                                         | 30"88    | Xue Han                                                                       | 31"24    |
| 100 m Masculino   | Patrik Isaksson                                                                              | 59"69    | Domenico Fioravanti                                                                    | 59"88    | Morgan Knabe                                                                  | 59"93    |
| 100 m Feminino    | Masami Tanaka                                                                                | 1'06"38  | Penelope Heyns                                                                         | 1'06"47  | Samantha Riley                                                                | 1'07"50  |
| 200 m Masculino   | Phil Rogers                                                                                  | 2'08"72  | Ryan Mitchell                                                                          | 2'08"73  | Dmitry Komornikov                                                             | 2'09"18  |
| 200 m Feminino    | Masami Tanaka                                                                                | 2'20"22  | Penelope Heyns                                                                         | 2'24"27  | Hui Qi                                                                        | 2'25"65  |
| Medley            |                                                                                              |          |                                                                                        |          |                                                                               |          |
| 100 m Masculino   | Jani Sievinen                                                                                | 54"18    | Matthew Dunn                                                                           | 54"77    | Jacob Andersen                                                                | 55"05    |
| 100 m Feminino    | Martina Moravcová                                                                            | 1'00"20  | Lori Munz                                                                              | 1'01"40  | Oxana Verevka                                                                 | 1'01"55  |
| 200 m Masculino   | Matthew Dunn                                                                                 | 1'55"81  | James Hickman                                                                          | 1'56"51  | Marcel Wouda                                                                  | 1'58"63  |
| 200 m Feminino    | Martina Moravcová                                                                            | 2'09"33  | Yana Klochkova                                                                         | 2'10"67  | Lori Munz                                                                     | 2'11"48  |
| 400 m Masculino   | Matthew Dunn                                                                                 | 4'06"05  | Marcel Wouda                                                                           | 4'09"29  | Frederik Hviid                                                                | 4'10"92  |
| 400 m Feminino    | Yana Klochkova                                                                               | 4'32"32  | Joanne Malar                                                                           | 4'34"90  | Lourdes Becerra                                                               | 4'38"44  |
| 4x100 m Masculino | Austrália · Matt Welsh · Phil Rogers · Michael Klim · Chris Fydler                           | 3'29"88  | Suécia · Mattias Ohlin · Patrik Isaksson · Daniel Carlsson · Lars Frölander            | 3'30"32  | Reino Unido · Neil Willey · Darren Mew · James Hickman · Sion Brinn           | 3'32"25  |
| 4x100 m Feminino  | Japão · Mai Nakamura · Masami Tanaka · Ayari Aoyama · Sumika Minamoto                        | 3'57"62  | Austrália · Giaan Rooney · Samantha Riley · Petria Thomas · Lori Munz                  | 4'00"37  | Suécia · Therese Alshammar · Maria Östling · Johanna Sjöberg · Louise Jöhncke | 4'00"84  |